# Ressorgiment
|  | No s'ha de confondre amb risorgimento. |

Ressorgiment fou una revista mensual escrita en català i que fou publicada a Buenos Aires (Argentina) del 1916 al 1972, i considerada la més destacada de les revistes publicades pels catalans de l'Argentina. Inicialment publicada amb el nom Resurgiment, però a partir del número 20 canvià el nom original pel de Ressorgiment per tal d'adaptar-se a les normes ortogràfiques de Pompeu Fabra.

## Característiques
En total en foren publicats 677 números, cadascun d'ells d'unes 15 a 20 pàgines, i els dotze números editats cada any tenien la mateixa portada. Els seus fundadors foren Pius Àrias, Manuel Cairol, Francesc Colomer i Hipòlit Nadal i Mallol. La portada de la revista era dibuixada per artistes catalans de renom, molts d'ells exiliats, com Pompeu Audivert, Lluís Macaya, Josep Planas i Casas, Feliu Elias i Bracons (Apa), Joan Vila i Pujol, Francesc Domingo, Martí Bas i Francesc Labarta, entre d'altres.
La seva aparició fou irregular al principi, però amb els anys arribaria a publicar un número mensual. El periodista i polític catalanista Hipòlit Nadal i Mallol en fou durant molts anys no sols el director sinó també l'ànima de la revista, ja que era el redactor de la gran majoria dels articles publicats.

## Contingut
La seva orientació política era nacionalista i independentista catalana sense concessions amb una línia que podia abastar els principals referents polítics d'Hipòlit Nadal, la Unió Catalanista de Domènec Martí i Julià i el primer Francesc Macià. Tanmateix, era oberta a col·laboradors amb força diversitat ideològica dins de l'àmbit nacionalista català: Manuel Serra i Moret, Ventura Gassol, Pere Pagès i Elies (Víctor Alba), Esteve Albert i Corp, Miquel Ferrer Sanxis, Pere Foix i Cases, Joan Sauret i Garcia, Jordi Arquer i Saltor, Pierre Vilar, Josep Maria Batista i Roca, Josep Alemany i Borràs, Víctor Castells o Antoni Rovira i Virgili.
El seu propòsit era fomentar l'ús del català i el seu estudi, així com donar a conèixer la història i la literatura catalanes i meditar sobre la posició de Catalunya al món. La temàtica dels articles era l'actualitat catalana, literatura, crítica de llibres i informació general. També donà a conèixer obres d'escriptors catalans residents a l'Argentina com Gràcia B. de Llorens, Enric Martí i Muntaner i Andreu Dameson.
Durant l'etapa de la dictadura de Miguel Primo de Rivera (1923-1930) va publicar un nombre important d'articles sobre les activitats independentistes dutes tant pels catalans de l'interior com pels de l'exili, i s'hi fa referència especial als grups relacionats amb Francesc Macià (Estat Català i Bandera Negra). Dedicà especial atenció als artistes catalans d'Amèrica i a les colònies catalanes, i es van adherir a la Conferència Nacional Catalana de 1953.

## Tiratge
El seu tiratge màxim fou de 1.500 exemplars, amb una difusió per molts països, i fou la revista catalana de més llarga durada. Una col·lecció sencera es conserva a la Biblioteca de Catalunya.